# کوه ورتینگتون (یوکان)
کوه ورتینگتون (به انگلیسی: Mount Worthington) یک کوه در کانادا است که در یوکان واقع شده‌است. کوه ورتینگتون ۲٬۱۶۸ متر بالاتر از سطح دریا واقع شده‌است.